# Віріагар Діп (газове родовище)
Віріагар Діп — газове родовище в Індонезії біля західної частини острова Нова Гвінея. Розташоване в затоці Берау-Бінтуні (частково на прилягаючій суші), західніше гігантського родовища Ворвата.
Перші роботи по розвідці вуглеводнів в районі узбережжя провінції Іріан-Джая розпочали в 1970-х роках. Тоді було відкрите берегове нафтове родовище Віріагар з невеликими запасами (біля 3 млн барелів) та декілька газопроявів, визнаних некомерційними. У 1989 до робіт в цьому районі приєдналась компанія Arco (наразі ВР). Після двох пробурених у 1990 році безрезультатних свердловин, були висунуті припущення про існування пастки у юрських відкладеннях глибоких горизонтів під родовищем Віріагар. Перша ж розвідувальна свердловина, споруджена у 1994 році, відкрила значний приплив газу із структури Віріагар Діп.
Запаси родовища оцінюються у 79 млрд м³. Його продукція буде забезпечувати роботу третьої лінії заводу з виробництва зрідженого природного газу Tangguh (поряд із згаданим вище Ворвата та іншими родовищами проекту). В ході розробки планується встановити в районі з глибинами моря 50 метрів одну дистанційно керовану платформу, з якої пробурити 8–10 експлуатаційних свердловин (плюс 1–2 свердловини для захоронення шкідливих відходів буріння). Платформу буде з'єднано з береговим заводом газопроводом діаметром 600 мм.